# The Rhythm Remains the Same: Sly & Robbie Greets Led Zeppelin
The Rhythm Remains the Same: Sly & Robbie Greets Led Zeppelin – dwudziesty drugi album studyjny jamajskiej sekcji rytmicznej Sly & Robbie.
Płyta została wydana 25 września 2005 roku przez Taxi Records, własną wytwórnię Dunbara i Shakespeare’a. Znalazły się na niej covery największych przebojów rockowej grupy Led Zeppelin. Produkcją nagrań zajęli się Dunbar i Shakespeare, we współpracy z Shinji Nishim.

## Lista utworów
1. "Moby Dick"
2. "No Quarter"
3. "The Rain Song"
4. "Kashmir"
5. "D'yer Mak'er"
6. "Thank You"
7. "Going to California"
8. "In the Evening"
9. "Heart Breaker"
10. "Whole Lotta Love"
11. "Going to California (Ballad Mix)"
12. "The Rhythm Remains the Same"

## Muzycy
- Shinji Nishi - gitara
- Earl "Chinna" Smith - gitara
- Stephen "Cat" Coore - gitara
- Kazuhiki "Kaz" Asonuma - gitara
- Robbie Shakespeare - gitara basowa
- Sly Dunbar - perkusja
- Robert Lynn - keyboard
- Owen "Ambelique" Silvera - wokal
- Leba Hibbert - wokal
- Mark Ice - wokal
- Fiona Robinson - chórki
- Frederick "Toots" Hibbert - chórki